# NGC 449
NGC 449 este o galaxie spirală situată în constelația Peștii. A fost descoperită în 11 noiembrie 1881 de către Édouard Stephan.

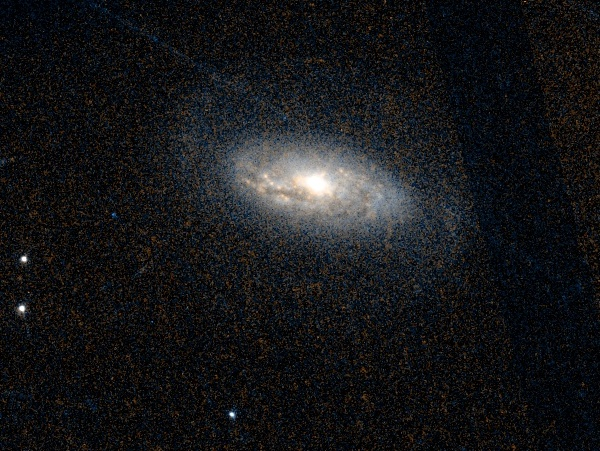
NGC 449 (Telescopul spațial Hubble)